# Antonio Morales Souvirón
Antonio Morales Souvirón (Granada, 22 de abril de 1920) fue  alcalde de Granada (1976-1979) durante la Transición y procurador en Cortes entre 1976 y 1977.
Durante su mandato fue abandonado el proyecto de construcción de un hotel de cinco estrellas en lugar del Carmen de los Mártires, tras una fuerte protesta ciudadana. También se terminó e inauguró (1978) el Auditorio Manuel de Falla, cuya construcción había gestionado como concejal de Hacienda en la etapa de su predecesor en la alcaldía, José Luis Pérez-Serrabona y Sanz.